# Leonora Children's Cancer Fund
 (novembre 2022).
Si vous disposez d'ouvrages ou d'articles de référence ou si vous connaissez des sites web de qualité traitant du thème abordé ici, merci de compléter l'article en donnant les références utiles à sa vérifiabilité et en les liant à la section « Notes et références ».
Le Leonora Children's Cancer Fund est un organisme de bienfaisance britannique enregistré le 14 septembre 1994. 
Il fusionne le 11 mars 2010 avec The Edwina Mountbatten Trust. 

## Histoire
Cet organisme a été fondé par Norton et Penelope Knatchbull, à la mémoire de leur plus jeune fille Leonora Louise Marie Elizabeth Knatchbull morte en 1991 à l'âge de 5 ans, d'une tumeur au rein.
Le duc d'Édimbourg a assisté à une réception, au profit de l'association caritative, le 3 mai 1994.
Le Edwina Mountbatten Trust, quant à lui, a été fondé à la mémoire de l'arrière-grand-mère de Leonora. Il a mis à disposition des infirmières spécialement formées pour soigner les enfants atteints de cancer. 
Les deux associations sont aujourd'hui fusionnées depuis 2014, et se nomment The Edwina Mountbatten and Leonora Children's Foundation